# Wilfried Puis
Wilfried Puis (ur. 18 lutego 1943 w Ostendzie – zm. 21 października 1981) były belgijski piłkarz występujący podczas kariery na pozycji pomocnika.

## Kariera klubowa
Piłkarską karierę Wilfried Puis rozpoczął w 1960 w Anderlechcie. Z Anderlechtem sześciokrotnie zdobył mistrzostwo Belgii w 1962, 1964, 1965, 1966, 1967 i 1968 oraz Puchar Belgii w 1965. W latach 1971–1972 był zawodnikiem Club Brugge a 1972–1976 KSC Lokeren. Ostatnie lata kariery spędził w ASV Oostende KM i KVV Coxyde.

## Kariera reprezentacyjna
W reprezentacji Belgii Wilfried Puis występował w latach 1962–1975. W 1970 uczestniczył w mistrzostwach świata. Na Mundialu w Meksyku wystąpił we wszystkich trzech meczach grupowych z Salwadorem, ZSRR i Meksykiem. Ogółem w reprezentacji Belgii rozegrał 49 spotkań i strzelił 9 bramek.